# Distrito electoral 10 (condado de Cedar, Nebraska)
El distrito electoral 10 (en inglés: Precinct 10) es un distrito electoral ubicado en el condado de Cedar en el estado estadounidense de Nebraska. En el Censo de 2020 tenía una población de 155 habitantes y una densidad poblacional de 1,65 personas por km².

## Geografía
El distrito electoral 10 se encuentra ubicado en las coordenadas 42°39′23″N 97°25′36″O / 42.65639, -97.42667. Según la Oficina del Censo de los Estados Unidos, el distrito electoral 10 tiene una superficie total de 93.74 km², que corresponden a tierra firme.

## Demografía
Según el censo de 2010, había 181 personas residiendo en el distrito electoral 10. La densidad de población era de 1,93 hab./km². De los 181 habitantes, el distrito electoral 10 estaba compuesto por el 99.45% blancos y el 0.55% eran de otras razas. Del total de la población el 0.55% eran hispanos o latinos de cualquier raza.